# Tenor Madness
Tenor Madness — студійний альбом американського джазового саксофоніста Сонні Роллінса, випущений у 1956 році лейблом Prestige Records. Відомий завдяки заглавній композиції, єдиному запису Роллінса з Джоном Колтрейном.

## Опис
На цьому альбомі саксофоніст Сонні Роллінс грає з гуртом Майлза Девіса (учасником якого він тоді був сам), до якого увійшли тенор-саксофоніст Джон Колтрейн, піаніст Ред Гарленд, контрабасист Пол Чемберс і ударник Філлі Джо Джонс; сам Майлз участі в записі не взяв.
Запис відбувся 24 травня 1956 року на студії Van Gelder Studio, Гекенсек, Нью-Джерсі. Два тижні до цього, 11 травня, у цій самій студії Колтрейн, Гарленд, Чемберс і Джонс записали з Девісом на Prestige матеріал, який вийшов на альбомах Workin', Relaxin' та Steamin' with the Miles Davis Quintet.
Заглавній «Tenor Madness» — 12-хвилинний дует Роллінса і Колтрейна (який починає грати перше соло), «When Your Lover Has Gone» — композиція Ейнара Арона Свона 1931 року, «Paul's Pal» — написна Роллінсом і названа на честь Пола Чемберса, «My Reverie» — легка балада Ларрі Клінтона, «The Most Beautiful Girl in the World» — написана Річардом Роджерсом і Лоренцом Гартом із мюзиклу «Джамбо» (1935).

## Список композицій
1. «Tenor Madness» (Сонні Роллінс) — 12:16
2. «When Your Lover Has Gone» (Ейнар Арон Свон) — 6:11
3. «Paul's Pal» (Сонні Роллінс) — 5:12
4. «My Reverie» (Ларрі Клінтон) — 2:30
5. «The Most Beautiful Girl in the World» (Річард Роджерс, Лорец Гарт) — 5:37

## Учасники запису
- Сонні Роллінс — тенор-саксофон
- Джон Колтрейн — тенор-саксофон (1)
- Ред Гарленд — фортепіано
- Пол Чемберс — контрабас
- Філлі Джо Джонс — ударні

Технічний персонал
- Боб Вейнсток — продюсер
- Руді Ван Гелдер — інженер
- Айра Гітлер — текст до обкладинки